# Абдылдаев, Мыктыбек Юсупович
Мыктыбек Юсупович Абдылдаев (род. 17 августа 1953, село Кара-Джыгач, Чуйская область) — киргизский государственный и политический деятель. На внеочередном заседание Жогорку Кенеша 6 октября 2020 года был избран на пост Торага Жогорку Кенеша. Вступил в должность незамедлительно. 10 октября 2020 года по собственному желанию подал в отставку. Полномочия Торага Жогорку Кенеша перешли к вице-спикеру Мирлану Бакирову.
Депутат Жогорку Кенеша V и VI созывов. Заслуженный юрист Киргизской Республики. Кандидат юридических наук. Государственный советник государственной службы 1-го класса. Генерал-лейтенант милиции.

## Биография
Родился в 17 августа 1953 году в селе Кара-Джыгач (ныне — Аламудунского района Чуйской области) Киргизской ССР.

### Трудовая деятельность
- 1970—1971 — токарь Завода им. Ленина
- 1976—1981 — секретарь комитета комсомола Фрунзенского техникума советской торговли
- 1978—1979 — методист, инструктор, заместитель заведующего организационным отделом ЦК ЛKCM Киргизии
- 1982—1983 — секретарь Иссык-Кульского ОК ЛКСМ Киргизии
- 1983—1986 — начальник политотдела УВД Иссык-Кульской области
- 1989—1990 — заместитель начальника УВД Иссык-Кульской области
- 1991—1994 — начальник УВД Иссык-Кульской области

### Образование
- 1971—1976 — Киргизский государственный университет, филологический факультет.
- 1986—1988 — Академия управления МВД СССР (Москва).

### Политическая карьера
- 1990—1991 — Верховный Совет Киргизской ССР
- 1991 — депутат Легендарного парламента (Жогорку Кенеш)
- 1994—1997 — заместитель министра внутренних дел КР
- 1997—2001 — Первый заместитель министра внутренних дел КР
- 2001—2002 — заместитель секретаря Совета безопасности Киргизской Республики и одновременно директор Международного института стратегических исследований при президенте КР[11]
- 2002—2006 — заведующий отделом по делам обороны и безопасности администрации президента КР[12]
- 2002—2005 — Генеральный прокурор КР, исполняющий обязанности министра внутренних дел[13][14][15]
- 2005—2007 — руководитель администрации президента Киргизской Республики октябрь[16][17][18]
- 2010—2012 — по списку политической партии «Ата-Журт» избран депутатом, в декабре заместителем торага Жогорку Кенеша V созыва
- 2012 — председатель Комитета Жогорку Кенеша по законности, правопорядку и борьбе с преступностью
- 2012—2014 — лидер фракции «Ата-Журт»[19]
- 2015 — по списку политической партии «Бир Бол» избран депутатом Жогорку Кенеша VI созыва.[20][21][22][23][24]

### Личная жизнь
Женат, отец двоих детей.

## Награды и достижения
- Орден «Манас» III степени (2018)[25]
- Заслуженный юрист Киргизской Республики (2011)[25]
- кандидат юридических наук
- Государственный советник государственной службы 1-го класса
- Государственный советник юстиции 2 класса
- Генерал-лейтенант милиции.
- Медаль «За боевые заслуги» I степени (2000)[25].
- Орден «Содружество» Межпарламентской ассамблеи СНГ.
- Юбилейная медаль «МПА СНГ. 25 лет» (12 апреля 2018 года) — за заслуги в деле развития и укрепления парламентаризма, за вклад в развитие и совершенствование правовых основ функционирования Содружества Независимых Государств, укрепление международных связей и межпарламентского сотрудничества[26].